# Río Juyamá
Río Juyamá är ett vattendrag i Guatemala.   Det ligger i departementet Departamento de Izabal, i den östra delen av landet, 190 km öster om huvudstaden Guatemala City.